# Vespa crabro

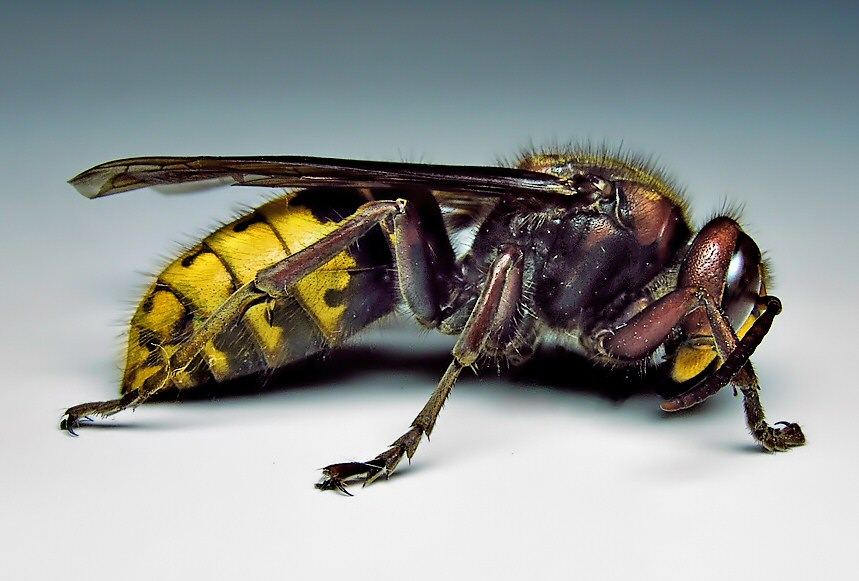
V. crabro.

El avispón europeo (Vespa crabro) es una especie de insecto himenóptero de la familia Vespidae. Es una avispa de gran tamaño; la reina mide de 25 a 35 mm; las obreras son más pequeñas. Las antenas del macho tienen trece segmentos, mientras que las de las hembras tienen doce. El abdomen es de color castaño con zonas amarillas. Las alas son ligeramente rojizas.

## Ciclo vital
Las reinas emergen de su hibernación en la primavera y buscan un lugar apropiado en donde construir sus nidos, como puede ser en huecos de árboles o en altillos de edificios humanos. Lo construyen con pulpa de madera masticada y empastada con la saliva, lo que produce una sustancia similar al papel. Depositan unos pocos huevos de los que nacen obreras infértiles. Cuando hay entre cinco y diez obreras, se hacen cargo del nido y de traer alimentos; a partir de ese momento la reina se dedica exclusivamente a poner huevos, mientras que las obreras cazan insectos y otros invertebrados para alimentar a las crías. Las obreras necesitan alimentos con alto nivel energético, por ejemplo, azúcares, para mantener el vuelo, por lo que también buscan néctar, savia vegetal, etc. Asimismo se alimentan de un líquido azucarado segregado por las  larvas.

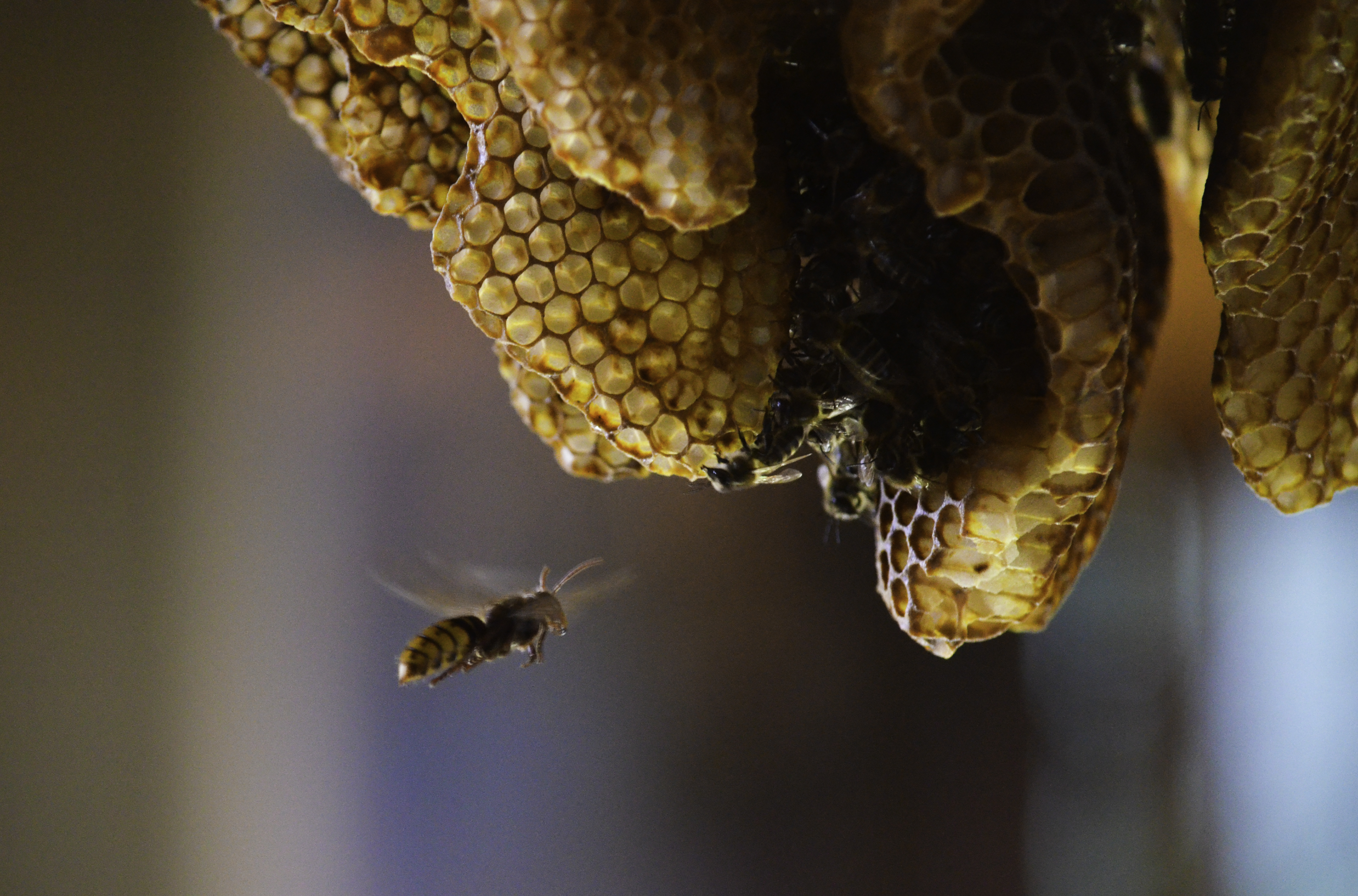
Avispón atacando una colmena de Apis mellifera.
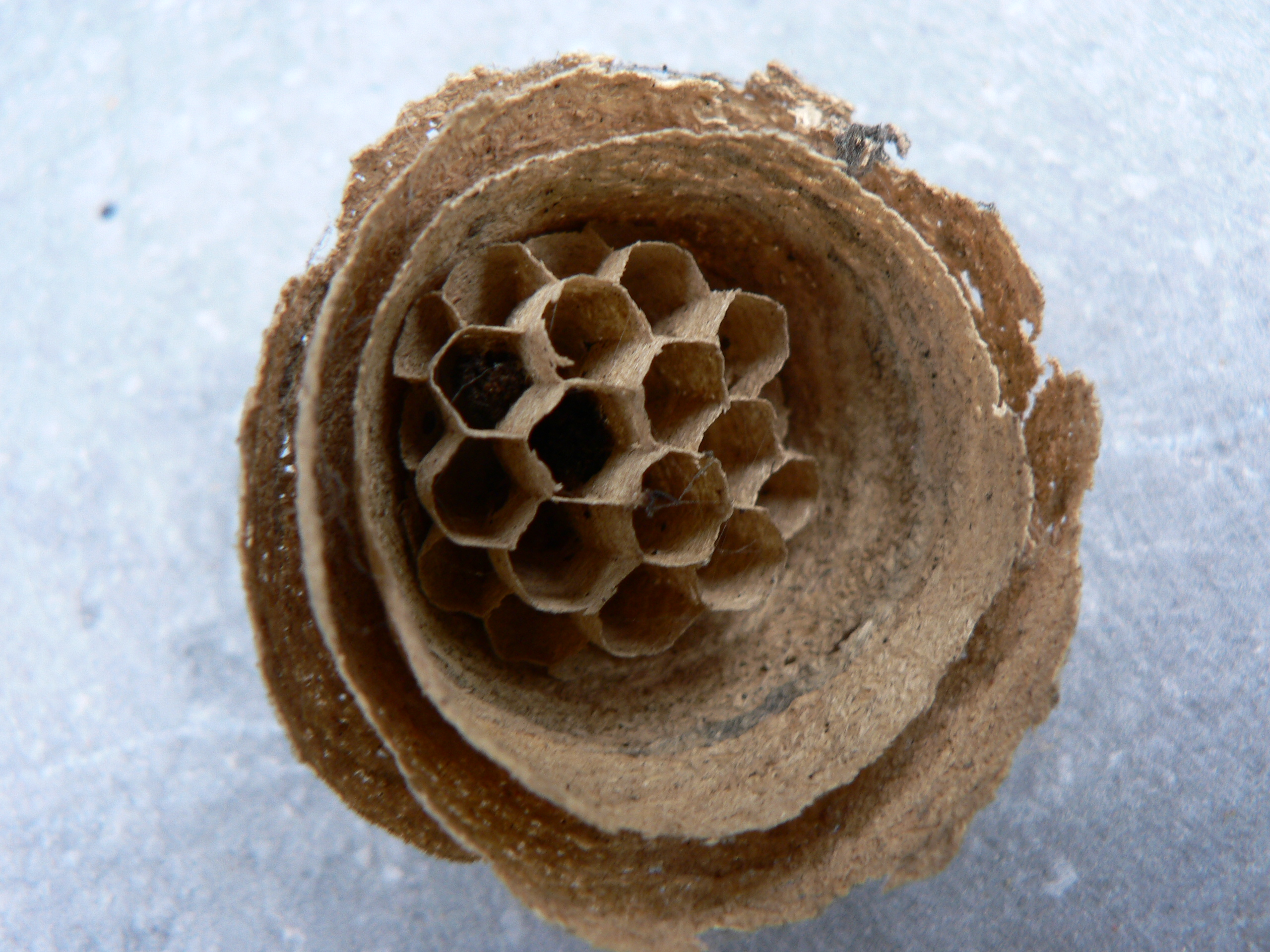
Nido nuevo de avispón.
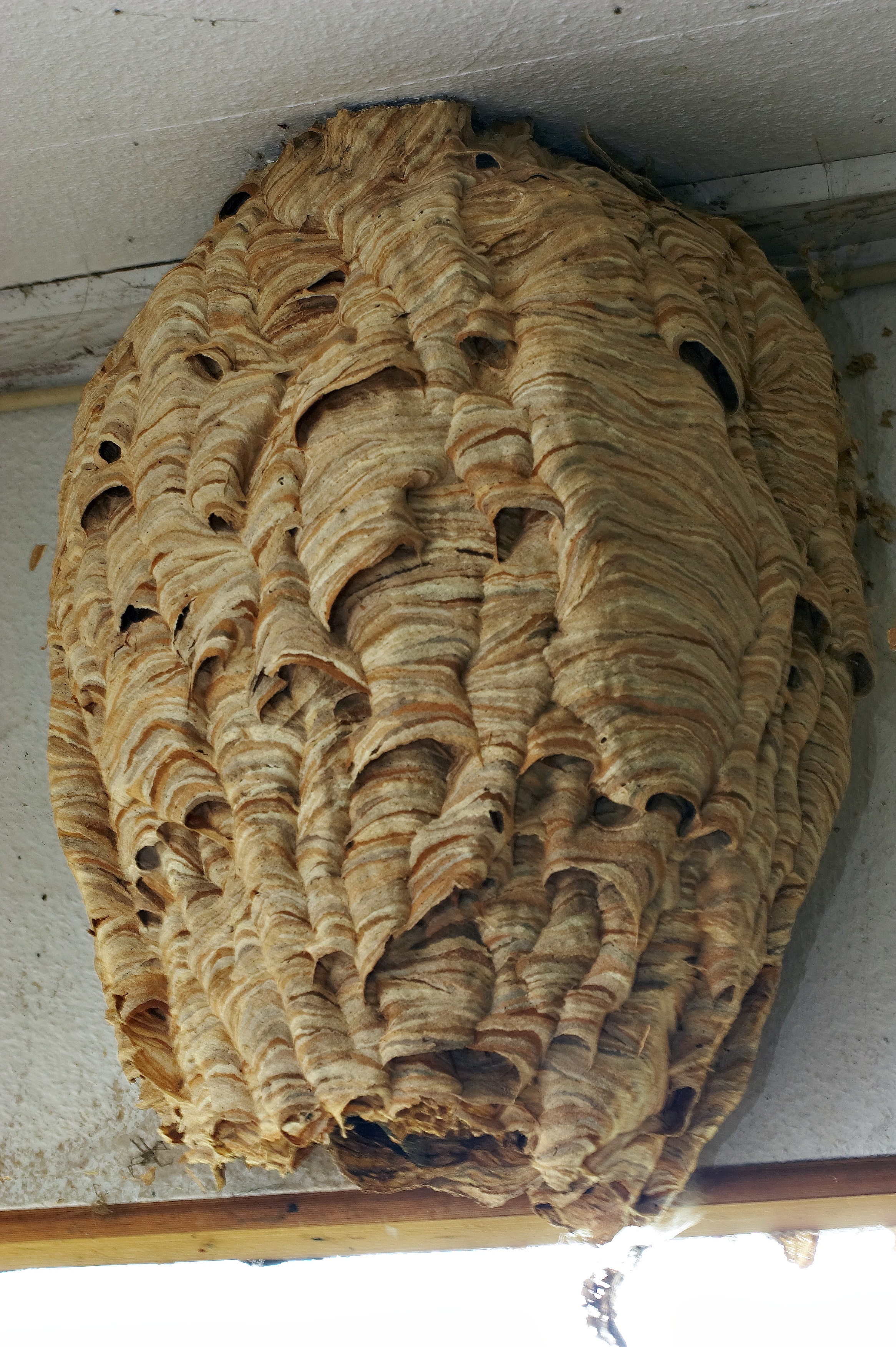
Nido abandonado.

El nido alcanza su mayor desarrollo en septiembre en los países meridionales. En esa época la reina pone huevos masculinos (zánganos) y nuevas reinas y, al poco tiempo, muere. Las nuevas reinas y los machos efectúan el vuelo nupcial, después del cual los machos mueren y las nuevas reinas, ya fecundadas, buscan un lugar para hibernar. Nunca vuelven a usar un nido del año anterior.

## Distribución geográfica
Su distribución geográfica se extendía desde Europa a Asia, pero en el siglo XIX llegó también a Norteamérica, donde se denomina avispón europeo. Allí está bien establecido ahora en el este y centro del continente (Bugguide.net).

## Peligrosidad para el ser humano
El avispón europeo (Vespa crabro), al igual que la avispa asiática (Vespa velutina), puede inocular su veneno al ser humano. Ambos prefieren la huida antes que el ataque. Generalmente atacan en defensa del nido; en un primer momento, si el nido es agitado o dañado, las avispas salen al exterior y se posan sobre él para observar qué sucede. Si el nido es nuevamente molestado, una o varias avispas combaten al intruso picándole rápidamente, incluso a través de la ropa, y retroceden, posándose otra vez en el nido. Su pauta es defender el nido a toda costa, hasta tal punto que si se le prende fuego, las avispas arriesgan su vida defendiéndolo y pueden llegar a morir.

## Subespecies
Se reconocen las siguientes subespecies:
- Vespa crabro altaica
- Vespa crabro birulai
- Vespa crabro caspica
- Vespa crabro crabroniformis
- Vespa crabro gribodoi
- Vespa crabro meridionalis
- Vespa crabro oberthuri